# Fly (Denemarken)
Fly is een plaats in de Deense regio Midden-Jutland, gemeente Viborg. De plaats telt 264 inwoners (2008).